# Jean Clavreul
Pour les articles homonymes, voir Clavreul.
Jean Clavreul, né le 24 novembre 1923 à Alençon et mort le 28 octobre 2006 en Italie, est un psychiatre et psychanalyste lacanien français.

## Biographie
Il fait des études de médecine et se spécialise en psychiatrie, puis se forme à la psychanalyse, devenant le disciple puis le continuateur de Jacques Lacan. Ce dernier est son analyste de 1948 à 1953 et de 1958 à 1962. Clavreul devient membre de la Société française de psychanalyse, puis de l'École freudienne de Paris (1964) dont il est vice-président.
Il participe, avec Guy Rosolato, Jean-Paul Valabrega, François Perrier, Piera Aulagnier, en 1967, à la formation d'un groupe non institutionnel connu comme le « Groupe des cinq ». Ils publient ensemble Le désir et la perversion. Jean Clavreul participe également, avec Piera Aulagnier et Conrad Stein, à la création de la revue L'Inconscient, aux PUF. Cette revue interrompt ses parutions après deux ans, et Piera Aulagnier fonde en 1969 Topique qui la remplace.
Après la dissolution de l’École freudienne de Paris en 1980, il participe à la création, en 1981, de l'éphémère Centre d’étude et de recherche freudienne (CERF), avec Solange Faladé et Charles Melman, puis à la formation de la Convention psychanalytique, en 1983, à laquelle il participe jusqu'à sa dissolution en 1996.

### Quartier Lacan
Jean Clavreul est l'un des témoins interviewés dans Quartier Lacan (2001), documentaire d'Emil Weiss qui investigue l'héritage de Jacques Lacan et le devenir du mouvement lacanien.

### Vie personnelle
Il a eu, avec Irène Diamantis, également psychanalyste, fille d'immigrés grecs et sœur de Roger Diamantis, un fils, Gilles Clavreul.
Il a eu par ailleurs trois fils avec sa première femme, Madeleine Séchan : Laurent (né en 1947), Robin (né en 1950) et Guillaume, une fille avec sa deuxième femme, Denise Deville : Sylvie (1964-1994), ainsi qu'une fille avec sa troisième femme, Colette Bonnissel : Alexia.

## Ouvrages
- Une thérapeutique de l’alcoolisme. avec Pierre Fouquet, Paris, PUF, 1956.
- Le désir et la perversion, avec Piera Aulagnier-Spairani, François Perrier, Guy Rosolato, Jean-Paul Valabrega, Paris, Le Seuil, 1967  (ISBN 978-2020057738).
- L’ordre médical. Paris, Le Seuil, coll. « Le Champ freudien », 1978  (ISBN 978-2020047630).
- Le désir et la loi. Approches psychanalytiques, Paris, Denoël, 1987, coll. «L'espace analytique»  (ISBN 9782207234235).
- L'homme qui marche sous la pluie : un psychanalyste avec Lacan  (préf. Colette Clavreul), Paris, Odile Jacob, 2007, 263 p. (ISBN 978-2-7381-1964-3, lire en ligne)
- La formation des psychanalystes, préface de Moustapha Safouan, Paris, Hermann, coll. « Psychanalyse », 2010  (ISBN 978-2705670979)
- La clinique à l'épreuve de la psychanalyse, Jean Clavreul, Paris, Hermann, coll. « Psychanalyse », 2011  (ISBN 978-2705670962).

### Filmographie
- Jean Clavreul : Entretiens avec Daniel Friedmann, film réalisé par Daniel Friedmann et Jérôme Blumberg, CNRS Images, Meudon, 2006, 1 h 22 min (DVD)
- Jean Clavreul : D'un silence à l'autre, film documentaire réalisé par Stéphane Prince, 2011, 36 min